# Лановіче-Дуже
Лановіче-Дуже (пол. Łanowicze Duże) — село в Польщі, у гміні Пшеросль Сувальського повіту Підляського воєводства.
Населення — 92 особи (2011).
У 1975-1998 роках село належало до Сувальського воєводства.

## Демографія
Демографічна структура станом на 31 березня 2011 року:
|          | Загалом | Допрацездатний вік | Працездатний вік | Постпрацездатний вік |
| -------- | ------- | ------------------ | ---------------- | -------------------- |
| Чоловіки | 44      | 8                  | 31               | 5                    |
| Жінки    | 48      | 13                 | 30               | 5                    |
| Разом    | 92      | 21                 | 61               | 10                   |